# 바니강

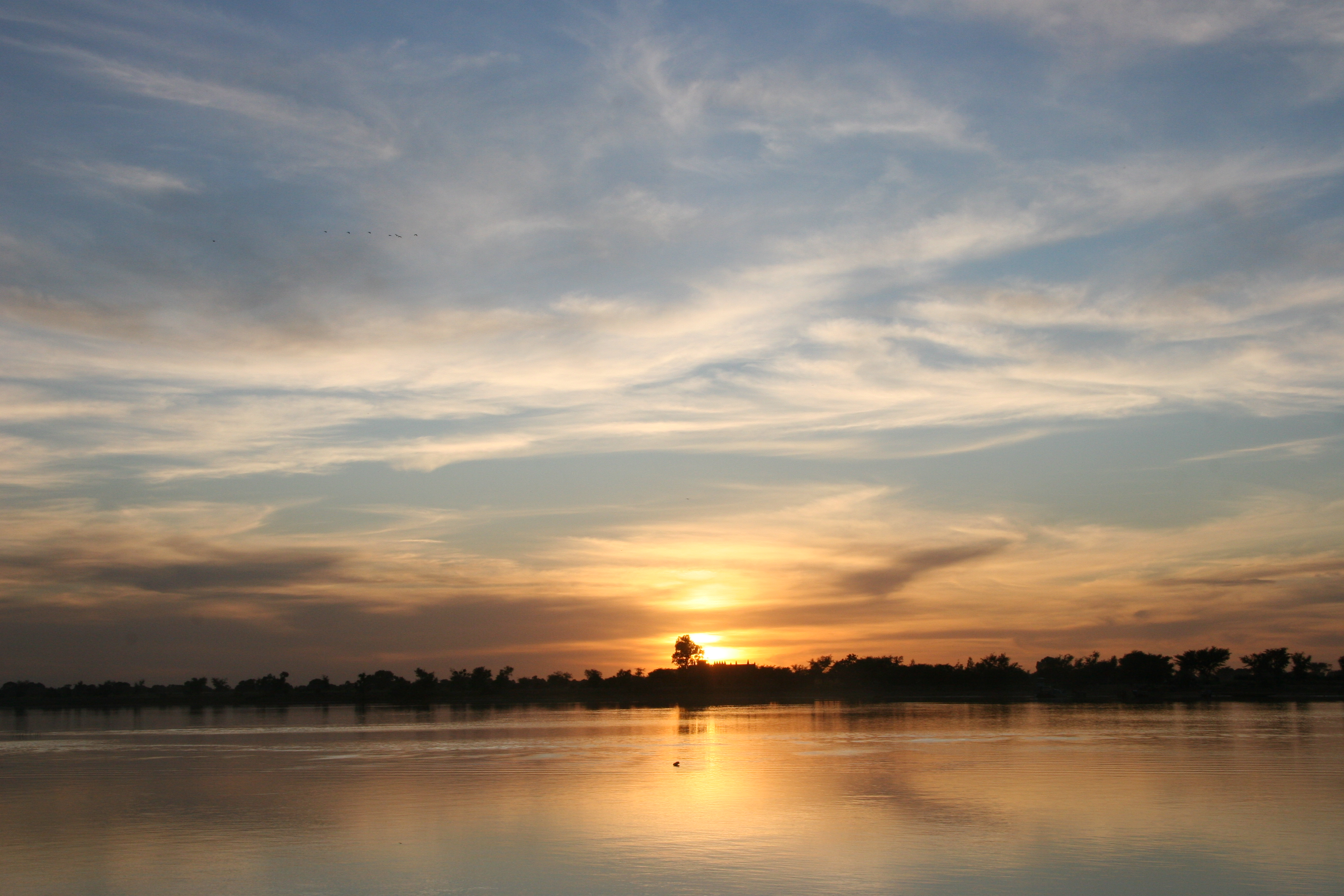
바니강의 석양

바니강(Bani River)은 나이저강의 중요한 지류 중 하나이다. 길이는 1100 km로 말리의 주요 도시인 젠네, 몹티 등을 가로지른다. 부분적으로 항해가 가능한데, 매년 우기가 되면 범람하여 젠네의 경우 강 속의 섬이 되기도 한다.